# Laravel
Laravel is een vrij, opensource-PHP-webframework, ontwikkeld door Taylor Otwell en bedoeld voor de ontwikkeling van webapplicaties volgens de model-view-controller-model (MVC) software-architectuur. Kenmerken van Laravel zijn onder meer een modulair pakketsysteem met een dedicated dependency manager, diverse manieren om relationele databases te manipuleren, hulpprogramma's die helpen bij het uitvoeren en onderhouden van applicaties, en de toepassing van syntactische suiker.
Laravel wordt beschouwd als een van de meest populaire PHP-frameworks, samen met Symfony, Nette, CodeIgniter, Yii2 en andere.
De broncode van Laravel is ondergebracht bij GitHub, onder de MIT-licentie.